# Sauroglossum odoratum
Sauroglossum odoratum là một loài thực vật có hoa trong họ Lan. Loài này được Robatsch miêu tả khoa học đầu tiên năm 1994.